# Værditilvækst
Værditilvækst er et mål for, hvor meget den enkelte virksomhed bidrager (ved at benytte arbejdskraft og kapitalapparat) til at forøge værdien af varer og tjenester. Det udregnes ved at trække produktionen fra værdien af de råvarer, hjælpestoffer og serviceydelser, der er købt hos andre virksomheder eller i udlandet.
Man anvender eksempelvis værditilvæksten til at aflønne de faktorer, der skaber værdiforøgelsen. Eksempelvis modtager de ansatte i en virksomhed en løn, men de skal også betales for indsatsen af kapitalapparat (afskrivninger og forrentning). Når man eksempelvis producerer noget for 100 kroner, så trækker man køb af råvarerne, hjælpestofferne og serviceydelserne fra. Værditilvæksten sker ved at trække køb af råvarer fra de 100 kroner, produktionen har kostet. Denne værditilvækst fordeles på overskuddet, løn- og kapitalomkostninger.